# Carl Andreas Reitzel

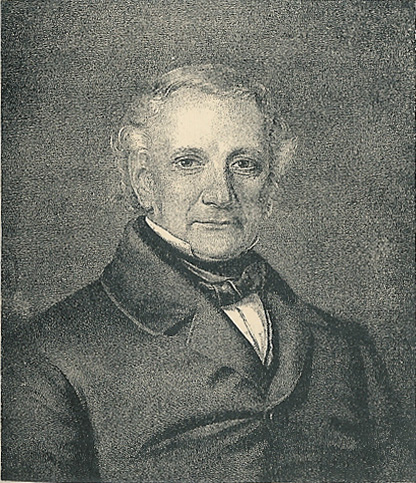
C.A. Reitzel.

Carl Andreas Reitzel, född den 4 oktober 1789 i Köpenhamn, död där den 7 juni 1853, var en dansk bokförläggare. 
Reitzel, som fick sin utbildning hos Gerhard Bonnier, satte 1819 upp egen bokhandel i Köpenhamn och blev förläggare för många ansedda tidskrifter och nästan alla större författare. Av intresse för litteraturens främjande betalade han dittills ovanligt höga honorar. Hans förlagsartiklar uppgick i allt till 1 250. Reitzels affär öfvertogs av sönerna Theodor Reitzel (1828-1906) och Carl Reitzel  (1833-1911) och efter den sistnämndes död av sonsonen Carl Reitzel. Förlagsaffären måste dock uppges 1893 och sammanslogs 1896 med Gyldendals forlag.